# 克劳斯-彼得·希尔登布兰德
克劳斯-彼得·希尔登布兰德（德語：Klaus-Peter Hildenbrand，1952年9月11日—），德国男子田径运动员。他曾代表西德参加1976年夏季奥林匹克运动会田径比赛，获得男子5000米铜牌。